# Chronik der Stadt München/1901–2000
Diese Liste ist eine Teilliste der Chronik der Stadt München. Sie listet Ereignisse der Geschichte Münchens aus dem 20. Jahrhundert auf.

## 1901
- 10. Februar: Max von Pettenkofer stirbt
- 3. März: Gründung des Vereins Kinderschutz
- 9. Mai: Eröffnung des Müllerschen Volksbades
- 21. August: Eröffnung des Prinzregententheaters
- 29. September: Eröffnung der Luitpoldbrücke
- 1. Oktober: Eröffnung der Bahnstrecke vom Bahnhof Moosach zum Güterbahnhof Schwabing
- Gründung der Künstlergruppe Phalanx
- Gründung des Berufsbildungswerks München

## 1902
- Letzte Ausgabe der Zeitschrift Die Gesellschaft

## 1903
- 1. Juli: Eröffnung der Bahnstrecke Pasing–Herrsching
- 17. Juli: Eröffnung der Reichenbachbrücke
- 1. Oktober: Eröffnung des Elisabethmarkts
- Gründung des Deutschen Museums
- Eröffnung des Künstlercafes Simpl

## 1904
- 6. Juni: Eröffnung der Bahnstrecke München-Giesing–Aying
- Eröffnung der Justizvollzugsanstalt Neudeck
- Erste Ausgabe der Süddeutschen Monatshefte

## 1905
- Erscheinen des satirischen Romans Professor Unrat von Heinrich Mann, der 1930 als Der blaue Engel verfilmt wurde

## 1906
- 4. Februar: Eiskunstlauf-Weltmeisterschaften 1906
- 24. Juni: Einweihung der Paulskirche
- 1. Oktober: Eröffnung der Centralwerkstätte Aubing
- Gründung der Münchner Volkshochschule

## 1907
- Eröffnung des Pasinger Viktualienmarktes
- Baubeginn der Wohnanlagen am Loehleplatz

## 1908
- Erste Ausgabe der Zeitschrift Hyperion

## 1909
- 18. Januar: Eröffnung des Klinikums Schwabing
- 7. März: Einweihung der Pasinger Kirche Maria Schutz
- 8. Mai: Eröffnung der Kinderklinik an der Lachnerstraße
- 23. Mai: Franziskus von Bettinger wird Erzbischof von München und Freising
- 5. Juni: Eröffnung der Bahnstrecken München Ost–Ismaning und Johanneskirchen–Schwabing
- 12. Juni: Gründung des Dienstleistungsunternehmens Wackler Holding

## 1910
- Aufstellung der Bennosäule
- Letzte Ausgabe der Zeitschrift Hyperion
- Fertigstellung des Arco-Palais
- Gründung des Israelitischen Kranken- und Schwesternheims

## 1911
- Eröffnung des Luitpoldparks
- Eröffnung des Tierparks Hellabrunn
- Gründung der Münchner Kammerspiele
- Gründung des Stromversorgers OBÜZ

## 1912
- Eingemeindung der Gemeinde Forstenried in die Stadt München
- Eröffnung der Großmarkthalle
- Inbetriebnahme des Krankenhauses Dritter Orden
- Errichtung der Villenkolonie Schlosspark Laim
- Fertigstellung des Hauptzollamts

## 1913
- Eingemeindung der Stadt Milbertshofen und der Gemeinden Berg am Laim, Moosach und Oberföhring in die Stadt München
- Eishockey-Europameisterschaft 1913
- Enthüllung des Richard-Wagner-Denkmals
- Gründung des Cowboy Club München, dem ältesten bestehenden Cowboyclub Deutschlands

## 1914
- Eröffnung des Neuen Botanischen Gartens
- Schließung der Königlich Bayerischen Artillerie- und Ingenieur-Schule

## 1915
- Fertigstellung des Deutschen Herzzentrums München

## 1916
- Eröffnung der Frauenklinik an der Maistraße

## 1917
- Michael von Faulhaber wird Erzbischof von München und Freising
- Gründung des Krankenhauses Barmherzige Brüder

## 1918
- 6. Dezember: Münchner Zeitungsputsch
- Gründung des Forschungsinstituts für Wärmeschutz

## 1919
- 19. Februar: Lotter-Putsch
- 21. Februar: Der bayerische Ministerpräsident Kurt Eisner wird ermordet
- 13. April: Palmsonntagsputsch
- 17. Dezember: Gründung des Klerusverbandes
- Circus Krone nimmt seinen Sitz in München
- Deutsche Ringermeisterschaften 1919
- Eduard Schmid wird zum Bürgermeister von München gewählt
- Münchner Räterepublik

## 1920
- 27. Mai: Eröffnung der Infanterieschule der Reichswehr
- Auflösung des Bayerischen Kadettenkorps
- Gründung des Studentenwerks München

## 1921
- 4. September: Gründung des Landesverbands Bayerischer Kleingärtner
- Beginn der Monacensia

## 1922
- 13. Mai – 8. Oktober: Deutsche Gewerbeschau München
- 27. August – 30. August: 62. Deutscher Katholikentag
- Gründung des rechten Verbandes Gäa
- Gründung der Versicherung Münchener Verein

## 1923
- 8. und 9. November: Hitlerputsch
- Deutsches Turnfest 1923

## 1924
- 26. Februar – 1. April: Hitler-Prozess
- Einweihung des Kriegerdenkmals im Hofgarten
- Erste Ausgabe der Münchner Illustrierten Presse
- Eröffnung des Rangierbahnhofs München Ost und des Bahnbetriebswerks München Ost

## 1925
- 1. Juni – 12. Oktober: Deutsche Verkehrsausstellung 1925
- Karl Scharnagl wird zum Bürgermeister von München gewählt
- Eröffnung des Deutschen Museums
- Münchner Dolchstoßprozess
- Gründung der Hochschule für Philosophie
- Gründung der Porzellanmanufaktur Allach

## 1926
- 17. Oktober: Weihe der Kirche St. Korbinian
- Gründung des TSV München Großhadern
- Fertigstellung der Kirche St. Gabriel

## 1927
- 8. Oktober: Eröffnung des Ausbesserungswerks München-Freimann
- Fertigstellung des Postamts Ismaninger Straße
- Gründung der Trapp’schen Musikschule, des späteren Richard-Strauss-Konservatoriums
- Baubeginn der Heimstättensiedlung in Ramersdorf[1]
- Baubeginn der Stockwerksiedlung Walchenseeplatz

## 1928
- 23. Mai: Wiedereröffnung des Tierparks Hellabrunn
- Gründung des Förderpreises Literatur
- Mai: Gründung des PSV München

## 1929
- 31. März: Erste Ausgabe der Zeitschrift Illustrierter Sonntag
- Fertigstellung der Borstei
- Fertigstellung der Klinik Thalkirchner Straße
- Erste Ausgabe von Ludendorffs Volkswarte

## 1930
- Eingemeindung der Gemeinden Perlach und Daglfing in die Stadt München
- Fertigstellung der Kirche Christkönig

## 1931
- 1. Juni – 6. Juni: Ausstellung Werke deutscher Romantiker von Caspar David Friedrich bis Moritz von Schwind im Glaspalast
- 6. Juni: Brand des Glaspalasts
- 2. November: Gründung des Tennisvereins TC Grün-Weiss Luitpoldpark München
- Eingemeindung der Gemeinde Freimann in die Stadt München
- Enthüllung des Bismarckdenkmals
- Münchner Universitätskrawalle

## 1932
- Eingemeindung der Gemeinde Trudering in die Stadt München
- Fertigstellung des Vater-Rhein-Brunnens
- Baubeginn der Atriumsiedlung Bogenhausen

## 1933
- 20. März: Karl Fiehler wird zum Bürgermeister ernannt
- 10. Oktober: Stadtratsbeschluss zur Errichtung der Siedlung Am Hart
- 16. Dezember: Eröffnung des Prinzregentenstadions

## 1934
- 30. Mai: Offizielle Schließung der Apostolischen Nuntiatur in München
- Gründung des Deutschen Jagd- und Fischereimuseums
- Erstes Galopprennen um das Braune Band von Deutschland
- Baubeginn der Gartenstadt Bogenhausen-Priel
- Baubeginn der Villenkolonie Am Priel-Hof

## 1935
- 8. August: der Stadt München wird der Titel Hauptstadt der Bewegung verliehen
- erste Ausgabe der nationalsozialistischen Studentenzeitung Die Bewegung

## 1936
- 8. September: Eröffnung der Siedlung Am Hart
- Letzte Ausgabe der Süddeutschen Monatshefte
- Schach-Olympia 1936

## 1937
- Ausstellung Entartete Kunst
- 18. Juli: Das Haus der Kunst wird eröffnet
- Ringer-Europameisterschaften 1937
- Letzte Ausgabe der Zeitschrift Der Kunstwart

## 1938
- Eingemeindung der Stadt Pasing und der Gemeinden Feldmoching, Großhadern, Allach, Ludwigsfeld, Obermenzing, Solln und Untermenzing
- Münchner Abkommen
- Zerstörung der Alten Hauptsynagoge und der Alten Synagoge Ohel Jakob
- Fertigstellung der Funkkaserne

## 1939
- 2. Oktober: Fertigstellung des Münchner Nordrings von Olching nach Trudering
- 25. Oktober: Eröffnung des Flughafens München-Riem
- 8. November: Missglücktes Attentat auf Hitler im Bürgerbräukeller durch Georg Elser

## 1940
- Letzte Ausgabe der Zeitschrift Jugend
- Baubeginn des Aubinger Heizkraftwerks
- Eröffnung Fernmeldewerkstätten der Bahn

## 1941
- 17. März: Beginn des Judenlagers Milbertshofen
- 5. Mai: Eröffnung des Bahnbetriebswerks München-Pasing
- Juli: Beginn des Sammellagers Berg am Laim

## 1942
- 1. Januar: Eröffnung der Feldkirchner Tangente
- 29. Januar – 1. Februar: Deutsche Dreiband-Meisterschaft
- Juni: Zwangsweise Auflösung des Israelitischen Kranken- und Schwesternheims
- 14. – 26. September: Schachturnier zu München 1942
- Gründung der Widerstandsgruppe Weiße Rose

## 1943
- August: Eröffnung des Baugüterbahnhofs München-Ludwigsfeld
- Mitglieder der Weißen Rose werden hingerichtet

## 1944
- 13. September: Letzte Ausgabe des Simplicissimus
- Letzte Ausgabe der Münchner Illustrierten Presse

## 1945
- 8. Mai: Eisenbahnunfall von Berg am Laim
- 6. Oktober: Erstes Erscheinen der Süddeutschen Zeitung
- 17. Oktober: Erstes Erscheinen der Neuen Zeitung
- Gründung der Münchner Symphoniker
- Mai: Karl Scharnagl wieder als Oberbürgermeister von München eingesetzt
- Die nationalsozialistischen Studentenzeitung Die Bewegung wird eingestellt

## 1946
- 15. August: Erste Ausgabe der Zeitschrift Der Ruf
- Karl Scharnagl wird zum Oberbürgermeister gewählt
- Gründung der Otto-Falckenberg-Schule
- Gründung der Privatgymnasiums Ernst Adam, Vorläufer der Nymphenburger Schulen
- Gründung des Nymphenburger Verlags

## 1947
- Münchener Ministerpräsidentenkonferenz

## 1948
- 26. Februar: Gründung der Max-Planck-Gesellschaft
- 9. Juli: Gründung der Gesellschaft für Christlich-Jüdische Zusammenarbeit
- Thomas Wimmer wird zum Oberbürgermeister gewählt

## 1949
- 15. März: Letzte Ausgabe der Zeitschrift Der Ruf
- 1. Oktober: Eröffnung des Deutschen Patent- und Markenamts in München
- Gründung der Internationalen Jugendbibliothek
- Gründung des Symphonieorchesters des Bayerischen Rundfunks
- Gründung der Fraunhofer-Gesellschaft
- Gründung des ifo Instituts für Wirtschaftsforschung
- Gründung der Tanzschule am Deutschen Theater
- Gründung der Tolstoi-Bibliothek

## 1950
- Errichtung des Bundesfinanzhofes
- Gründung der Hochschule für Politik
- Gründung des Münchener Kammerorchesters
- Die Ukrainische Freie Universität kommt nach München

## 1951
- Gründung des Deutschen Geodätischen Forschungsinstituts
- Gründung der Kommission für Alte Geschichte und Epigraphik

## 1952
- Joseph Wendel wird Erzbischof von München und Freising
- Gründung der Deutschen Geodätischen Kommission
- Gründung des Münchner Rundfunkorchesters
- Gründung der Münchner Chorbuben

## 1953
- Abriss der Neuen Isarkaserne
- Abriss der Schutzengelkapelle

## 1954
- 2. Februar: Einführung von Namen für die bis dahin nur mit Nummern bezeichneten Stadtbezirke Münchens, darin wird der historische Stadtkern erstmals als Altstadt bezeichnet
- Städtepartnerschaft mit Edinburgh
- Gründung der Bayerischen Hausbau

## 1955
- Fertigstellung des Neubaus der Kirche St. Matthäus
- Gründung der Bayerischen Staatszeitung

## 1956
- Gründung der Münchner Lach- und Schießgesellschaft
- Gründung des Instituts für Rundfunktechnik

## 1957
- Gründung der Internationalen Schule für Schauspiel und Acting
- Gründung des JFF – Institut für Medienpädagogik in Forschung und Praxis
- München wird Millionenstadt (Einwohnerentwicklung von München)

## 1958
- British-European-Airways-Flug 609
- Deutsches Turnfest 1958
- Erstmalige Verleihung des Kulturellen Ehrenpreises der Landeshauptstadt München
- Gründung des Mineralölunternehmens Allguth

## 1959
- 1. – 3. Mai: Deutsche Badmintonmeisterschaft 1959
- 1. Juni: Eröffnung der Sendlinger Spange
- 17. September: Gründung der Deutschen Journalistenschule
- Eröffnung des Valentin-Musäums

## 1960
- 27. März: Hans-Jochen Vogel wird zum Oberbürgermeister gewählt
- 25. Mai: Grundsteinlegung für die Großsiedlung Hasenbergl
- 31. Juli – 7. August: 37. Eucharistischer Weltkongress
- 1. August: Fertigstellung der neuen Bahnsteighalle des Münchner Hauptbahnhofs
- 17. Dezember: Flugzeugunglück in München
- Städtepartnerschaft mit Verona

## 1961
- Julius Döpfner wird Erzbischof von München und Freising
- Gründung des Bundespatentgericht
- Erstmalige Verleihung des Schwabinger Kunstpreises
- Erstmalige Verleihung der Medaille München leuchtet
- Bau des Kronprinz-Rupprecht-Brunnens

## 1962
- 2. Dezember: Einweihung der Evangeliumskirche
- Erste Münchner Sicherheitskonferenz
- Errichtung des Richard-Strauss-Brunnens
- Gründung des Leibniz-Rechenzentrums
- Juni: Schwabinger Krawalle
- Gründung der Münchner Interessengemeinschaft zur Wahrung der Bürgerrechte

## 1963
- Gründung des Deutschen Jugendinstituts
- 1. Münchner Sicherheitskonferenz

## 1964
- Das Bayerische Fernsehen geht auf Sendung
- Gründung der Gesellschaft für Strahlenforschung
- Städtepartnerschaft mit Bordeaux
- Bau der Emmauskirche in Harlaching
- Eröffnung des Instituts für Katechetik und Homiletik

## 1965
- Erstmalige Verleihung des Tukan-Preises
- Gründung des Rationaltheaters
- Gründung des ISF München
- Baubeginn der Siedlung Johanneskirchen Nord
- Gründung des Erholungsflächenverein

## 1966
- Gründung der Hochschule für Fernsehen und Film München

## 1967
- Pasinger Knödelkrieg
- Einweihung der Truderinger Kirche St. Franz Xaver

## 1968
- 9. März: Eröffnung des Museums Villa Stuck
- Eröffnung des Olympiaturms
- Eröffnung des Euro-Industrieparks

## 1969
- Eröffnung der Münchner Wochenmärkte
- Tischtennisweltmeisterschaft 1969

## 1970
- 13. Februar: Brandanschlag auf das Altenheim der Israelitischen Kultusgemeinde
- 27. September: Einweihung der Kirche Erscheinung des Herrn
- Gründung des Haus des Deutschen Ostens
- Der Rettungshubschrauber Christoph 1 wird in Dienst gestellt
- Gründung der BMW Stiftung Herbert Quandt

## 1971
- 5. April: Gründung des Münchner Verkehrs- und Tarifverbunds
- 13. April: Banküberfall durch die Tupamaros München
- 1. August: Gründung der Fachhochschule München
- 1. August: Gründung der Katholischen Stiftungsfachhochschule München
- 19. Oktober: Eröffnung der Münchner U-Bahn
- Gründung der Fachhochschule des Heeres 2

## 1972
- 16. April: Einweihung der Untermenzinger Kirche Maria Trost
- 28. April: Eröffnung der S-Bahn-Stammstrecke
- 28. Mai: Betriebsaufnahme der S-Bahn München
- Mai: Fertigstellung des  Mittleren Rings
- Juli: Deutsche Leichtathletik-Meisterschaften
- 23. August: Inbetriebnahme des Forschungsreaktors Neuherberg
- 5. September: Geiselnahme von München
- Deutsche Schwimmmeisterschaften
- Eröffnung der Fußgängerzone in der Kaufingerstraße
- Eröffnung des Klinikums Neuperlach
- Georg Kronawitter wird zum Oberbürgermeister gewählt
- Olympische Sommerspiele 1972
- Städtepartnerschaft mit Sapporo

## 1973
- 24. August: Einweihung der Freimann-Moschee, der ersten Moschee in Bayern
- Einweihung des BMW-Hochhauses
- Ernst Otto Fischer erhält den Nobelpreis für Chemie
- Gründung der Universität der Bundeswehr München
- Erstmalige Verleihung des Karl-Valentin-Ordens
- die Messe LASER World of PHOTONICS findet zum ersten Mal statt
- Fertigstellung des Schwabylons

## 1974
- 6. Dezember: Einweihung des Wilhelm-Hausenstein-Gymnasiums
- Eiskunstlauf-Weltmeisterschaften 1974
- Gründung der Fachhochschule für öffentliche Verwaltung und Rechtspflege in Bayern

## 1975
- 1. Oktober: Die Münchner Stadtpolizei wird in das Polizeipräsidium München eingegliedert
- 7. März: Eisenbahnunfall von München-Allach
- Eishockey-Weltmeisterschaft 1975

## 1976
- 21. – 22. Februar: Leichtathletik-Halleneuropameisterschaften 1976
- 24. November: Wienerwald-Rede
- Die Wissenschaftlich-Technische Arbeitsgemeinschaft für Bauwerkserhaltung und Denkmalpflege wird gegründet

## 1977
- 24. März: Joseph Ratzinger wird Erzbischof von München und Freising
- 1. November: Eröffnung des Europäischen Patentamts
- Gründung des Haidhausen-Museums

## 1978
- Erich Kiesl wird zum Oberbürgermeister gewählt
- Stilllegung der Chemischen Fabrik Aubing
- UCI-Bahn-Weltmeisterschaften 1978
- die Messe Heim+Handwerk findet zum ersten Mal statt

## 1979
- Abriss des Schwabylons
- Deutsche Vorentscheidung zum Eurovision Song Contest 1979
- Eröffnung von Mini-München
- Gründung der Leasingfirma Comprendium
- Gründung des Games-In Verlag
- Der Gebhard-Fugel-Kunstpreis wird zum ersten Mal vergeben

## 1980
- Deutsche Schwimmmeisterschaften 1980
- Deutsche Vorentscheidung zum Eurovision Song Contest 1980
- Gründung des Historischen Kollegs
- 26. September: Oktoberfestattentat

## 1981
- 10. Weltmeisterschaften der Rhythmischen Sportgymnastik
- Eröffnung des Einkaufs-Centers Neuperlach
- Eröffnung des Neubaus der Neuen Pinakothek
- Deutsche Vorentscheidung zum Eurovision Song Contest 1981
- Fertigstellung des Hypo-Hauses
- Freizeit 81
- Das Festival Tunix findet zum ersten Mal statt
- Die Verbraucherspielemesse Spielwies’n findet zum ersten Mal statt

## 1982
- 20. März: Deutsche Vorentscheidung zum Eurovision Song Contest 1982 unter dem Titel Ein Lied für Harrogate
- Boxweltmeisterschaften 1982
- Deutsche Leichtathletik-Meisterschaften 1982
- Carl Orff stirbt
- Friedrich Wetter wird Erzbischof von München und Freising
- Schließung des Forschungsreaktors Neuherberg

## 1983
- Deutsche Vorentscheidung zum Eurovision Song Contest 1983
- Gründung der Jüdischen Volkshochschule
- Eurovision Song Contest 1983
- Internationale Gartenschau

## 1984
- 7. Januar: Brandanschlag der „Gruppe Ludwig“ auf die Diskothek „Liverpool“
- 18. März: Georg Kronawitter wird zum Oberbürgermeister gewählt
- 4. Juli: Eröffnung des 88. Deutschen Katholikentags
- 12. Juli: Hagelsturm von München
- 31. Dezember: Erster Silvesterlauf München
- Deutsche Schwimmmeisterschaften 1984
- Deutsche Vorentscheidung zum Eurovision Song Contest 1984
- Gründung des Instituts für Mikrobiologie der Bundeswehr
- Baubeginn der Gartenstadt Johanneskirchen

## 1985
- 21. März: Deutsche Vorentscheidung zum Eurovision Song Contest 1985 unter dem Titel Ein Lied für Göteborg
- 17. Mai: Mord an Michaela Eisch
- 8. November: Übergabe des Denkmals für die Opfer der NS-Gewaltherrschaft
- Dezember: Eröffnung des Sudetendeutschen Hauses
- Eröffnung des Kulturzentrums Gasteig
- Eröffnung der Kunsthalle der Hypo-Kulturstiftung

## 1986
- Juni: Der Verein Mütter gegen Atomkraft wird gegründet
- Deutsche Vorentscheidung zum Eurovision Song Contest 1986
- Die Jazz Welle Plus geht auf Sendung
- Erstes Erscheinen der Zeitschrift Natur & Heilen
- Gründung des Dükkan-Kulturladen
- Gründung des Symphonie-Orchesters Crescendo München
- Gründung der Band Die Blechblos’n

## 1987
- 11. August: Flugzeugabsturz in Trudering
- 30. September: Radio 1 (München) stellt den Sendebetrieb ein.
- Gründung des Archivs der Münchner Arbeiterbewegung
- Gründung der Karl Heinz Beckurts-Stiftung
- Erste Verleihung des Preises für Stadtbildpflege der Stadt München

## 1988
- Das erste Tollwood-Festival findet statt.
- Gründung des Abaco-Orchesters
- Erste Münchener Biennale

## 1989
- Deutsche Vorentscheidung zum Eurovision Song Contest 1989
- Das StuStaCulum findet zum ersten Mal statt
- Gründung der Bayerischen Akademie für Außenwirtschaft
- Städtepartnerschaft mit Cincinnati und Kiew

## 1990
- 29. März: Deutsche Vorentscheidung zum Eurovision Song Contest 1990
- 14. Juli: Walter Sedlmayr wird ermordet
- Deutsche Schwimmmeisterschaften 1990
- Eröffnung des Museums Mensch und Natur

## 1991
- 12. – 17. März: Eiskunstlauf-Weltmeisterschaften 1991
- 21. März: Deutsche Vorentscheidung zum Eurovision Song Contest 1991
- Eröffnung des Rangierbahnhofs München Nord
- Gründung der Munich Business School
- Gründung der Forschungsstelle Deutsch-Jüdische Zeitgeschichte
- Schließung der Vereinigten Werkstätten für Kunst im Handwerk
- Gründung der Komponistengruppe A•DEvantgarde

## 1992
- 10. – 12. August: 92. Deutsche Leichtathletik-Meisterschaften
- 17. Mai: Schließung des Flughafens München-Riem und Eröffnung des neuen Flughafens München
- 28. – 30. Mai: 104. Deutsche Schwimmmeisterschaften
- 6. – 8. Juli: G7-Gipfel mit „Münchner Kessel“
- 6. Dezember: Großdemonstration in Form einer Lichterkette, an der mehr als 400.000 Menschen teilnahmen, um gegen Fremdenfeindlichkeit zu demonstrieren.
- Neugliederung der Münchner Stadtbezirke
- Erstmalige Verleihung des Theaterpreises der Landeshauptstadt München
- Erstmalige Verleihung des Publizistikpreises der Stadt München
- Erstmalige Verleihung des Musikpreises der Landeshauptstadt München

## 1993
- 9. bis 13. Juni: 25. Deutscher Evangelischer Kirchentag
- 8. Oktober: Sendebeginn von Radio LORA München
- Eröffnung des Klinikums Bogenhausen
- Gründung der Macromedia Hochschule für Medien und Kommunikation
- Christian Ude wird zum Oberbürgermeister gewählt
- Gründung der Bayerischen Theaterakademie August Everding
- Gründung des Vereins Kultur in Hadern

## 1994
- 9. September: Baubeginn der Neuen Messe München und damit der Messestadt Riem
- 20. September: Busunglück von Trudering
- Mai: Eröffnung von REFUGIO München
- Der Anita-Augspurg-Preis wird zum ersten Mal verliehen
- Eröffnung des Kunstbaus der Städtischen Galerie im Lenbachhaus

## 1995
- Verschwinden von Sonja Engelbrecht
- Aufstellung des Walking Man
- Biergartenrevolution
- Erstmalige Verleihung des Kabarettpreises der Landeshauptstadt München
- Errichtung des Denkmals für die Opfer des Olympiaattentats 1972
- Gründung des Vereins Münchner Filmwerkstatt

## 1996
- Gründung des Vereins Deutsches Forum für Erbrecht
- Städtepartnerschaft mit Harare
- Laim und Schwanthalerhöhe werden zwei getrennte Stadtbezirke
- Gründung des FilmFernsehFonds Bayern

## 1997
- Juni: Eröffnung des Literaturhauses München
- Deutsche Schwimmmeisterschaften 1997
- Das Kinderfestival LILALU findet zum ersten Mal statt
- Die Jazz Welle Plus stellt ihren Sendebetrieb ein
- Gründung des Volk Verlags
- Das Reitturnier Munich Indoors findet zum ersten Mal statt

## 1998
- 31. Mai – 7. Juni: Deutsches Turnfest 1998
- Fertigstellung der Neuen Messe München
- Eröffnung des Internationales Congress Center München

## 1999
- Gründung der Fraunhofer-Einrichtung für Systeme der Kommunikationstechnik ESK
- Gründung der Firma NorCom
- Gründung der Tunesischen Akademiker Gesellschaft
- Gründung des Tschechischen Zentrums München

## 2000
- Karate-Weltmeisterschaft 2000
- Einweihung der neuen Herz-Jesu-Kirche
- Erstmalige Verleihung des Übersetzerpreises der Stadt München